# ووکونگوپتروس
ووکونگوپتروس(نام علمی: Wukongopterus lii) نام یک گونه از راسته پتروسور است.